# Levin (Nuova Zelanda)
Levin (Taitoko in lingua māori) è un comune della Nuova Zelanda, situato nell'isola del Nord, nella regione di Manawatu-Wanganui.